# Bloemfontein
Bloemfontein (neerlandès) o Mangaung (en sesotho) és una ciutat de Sud-àfrica, capital de la província de l'Estat Lliure (antic Estat Lliure d'Orange). És la capital judicial del país des de 1910.
Bloemfontein està situada a la regió central de Sud-àfrica, a la punta sud del Highveld, a una altitud de 1.400 metres, a la frontera de la regió semiàrida del Karoo.